# Stazione di Eindhoven
La stazione di Eindhoven è la principale stazione ferroviaria di Eindhoven, Paesi Bassi. È una stazione passante di superficie sulle linee ferroviarie Breda-Eindhoven, Venlo-Eindhoven e Eindhoven-Weert.